# 雙斑麗體魚
雙斑麗體魚，為輻鰭魚綱鱸形目隆頭魚亞目慈鯛科的其中一種，分布於南美洲奧里諾科河、埃塞奎博河、錫納馬里河、布蘭科河等流域，體長可達12.3公分，棲息在河川中底層水域，屬肉食性，以甲殼類、昆蟲、蠕蟲等為食，生活習性不明，可做為遊釣魚及觀賞魚。

## 擴展閱讀
維基物種上的相關：雙斑麗體魚